# Stijl (kunst)
Stijl in de context van kunst en architectuur kan worden omschreven als het geheel van kenmerkende vormen van een bepaalde 'school' of stroming of voor een bepaalde kunstenaar of tijdperk. Het woord stijl is afkomstig van het Oudfranse estile (schrijftrant) en gaat terug op het Latijnse stilus (schrijfstift).

## Stijlen in de architectuur
- gotiek
- organische architectuur
- internationale stijl
- barok
- rococo
- historisme

## Scholen in de architectuur
- Amsterdamse School
- Delftse School
- nieuwe bouwen